# Lorenzo Musetti
Lorenzo Musetti (ur. 3 marca 2002 w Carrarze) – włoski tenisista, brązowy medalista igrzysk olimpijskich z Paryża (2024) w grze pojedynczej, zdobywca Pucharu Davisa 2023, zwycięzca juniorskiego turnieju wielkoszlemowego Australian Open 2019 w grze pojedynczej, finalista juniorskiego US Open 2018 w grze pojedynczej.

## Kariera tenisowa
W rozgrywkach cyklu ATP Tour Włoch wygrał dwa turnieje w grze pojedynczej z sześciu osiągniętych finałów. W grze podwójnej awansował do jednego finału zawodów tej rangi.
W 2018 roku dotarł do finału juniorskiego US Open w grze pojedynczej, w którym przegrał z Thiago Seyboth Wildem 1:6, 6:2, 2:6. W kolejnym sezonie zdobył swój pierwszy juniorski tytuł wielkoszlemowy w grze pojedynczej. Zwyciężył wówczas podczas Australian Open, w finale pokonując Emilio Navę 4:6, 6:2, 7:6(12).
W 2024 roku podczas igrzysk olimpijskich w Paryżu zdobył brązowy medal w grze pojedynczej. W meczu o brązowy medal pokonał Félixa Augera-Aliassime 6:4, 1:6, 6:3.
Od 2021 roku reprezentant Włoch w Pucharze Davisa. Zwycięzca turnieju podczas edycji z 2023 roku.
W rankingu gry pojedynczej najwyżej był na 11. miejscu (14 kwietnia 2025), a w klasyfikacji gry podwójnej na 142. pozycji (1 kwietnia 2024).

### Historia występów wielkoszlemowych
Legenda
     W, wygrany turniej
     F, przegrana w finale
     SF, przegrana w półfinale
     QF, przegrana w ćwierćfinale
     xR, przegrana w x rundzie
     Qx, przegrana w x rundzie kwalifikacji
     A, brak startu
     NH, turniej nie odbył się

#### Występy w grze pojedynczej
| Australian Open | A   | Q3  | Q1  | 1R  | 1R  | 2R   | 3R  | 0 / 4  | 3 – 4   |  |  |  |  |
| French Open     | A   | A   | 4R  | 1R  | 4R  | 3R   |     | 0 / 4  | 8 – 4   |  |  |  |  |
| Wimbledon       | A   | NH  | 1R  | 1R  | 3R  | SF   |     | 0 / 4  | 7 – 4   |  |  |  |  |
| US Open         | A   | A   | 2R  | 3R  | 1R  | 3R   |     | 0 / 4  | 5 – 4   |  |  |  |  |
|                 |     |     |     |     |     |      |     |        |         |  |  |  |  |
| Bilans spotkań  | 0–0 | 0–0 | 4–3 | 2–4 | 5–4 | 10–4 | 2–1 | 0 / 16 | 23 – 16 |  |  |  |  |

#### Występy w grze podwójnej
| Australian Open | A   | A   | A   | 1R  | A   | A   | A   | 0 / 1 | 0 – 1 |  |  |  |  |
| French Open     | A   | A   | 1R  | A   | A   | A   |     | 0 / 1 | 0 – 1 |  |  |  |  |
| Wimbledon       | A   | NH  | A   | 1R  | A   | A   |     | 0 / 1 | 0 – 1 |  |  |  |  |
| US Open         | A   | A   | A   | 1R  | A   | A   |     | 0 / 1 | 0 – 1 |  |  |  |  |
|                 |     |     |     |     |     |     |     |       |       |  |  |  |  |
| Bilans spotkań  | 0–0 | 0–0 | 0–1 | 0–3 | 0–0 | 0–0 | 0–0 | 0 / 4 | 0 – 4 |  |  |  |  |

### Finały w turniejach ATP Tour
| Legenda                                      |
| -------------------------------------------- |
| Wielki Szlem                                 |
| Igrzyska olimpijskie                         |
| Tennis Masters Cup / ATP Finals              |
| ATP Masters Series / ATP Tour Masters 1000   |
| ATP International Series Gold / ATP Tour 500 |
| ATP International Series / ATP Tour 250      |

#### Gra pojedyncza (2–4)
| Końcowy wynik | Nr | Data                 | Turniej     | Nawierzchnia | Przeciwnik          | Wynik finału     |
| ------------- | -- | -------------------- | ----------- | ------------ | ------------------- | ---------------- |
| Zwycięzca     | 1. | 24 lipca 2022        | Hamburg     | Ceglana      | Carlos Alcaraz      | 6:4, 6:7(6), 6:4 |
| Zwycięzca     | 2. | 23 października 2022 | Neapol      | Twarda       | Matteo Berrettini   | 7:6(5), 6:2      |
| Finalista     | 1. | 23 czerwca 2024      | Londyn      | Trawiasta    | Tommy Paul          | 1:6, 6:7(8)      |
| Finalista     | 2. | 27 lipca 2024        | Umag        | Ceglana      | Francisco Cerúndolo | 6:2, 4:6, 6:7(5) |
| Finalista     | 3. | 24 września 2024     | Chengdu     | Twarda       | Shang Juncheng      | 6:7(4), 1:6      |
| Finalista     | 4. | 13 kwietnia 2025     | Monte Carlo | Ceglana      | Carlos Alcaraz      | 6:3, 1:6, 0:6    |

#### Gra podwójna (0–1)
| Końcowy wynik | Nr | Data           | Turniej | Nawierzchnia | Partner        | Przeciwnicy                | Wynik finału      |
| ------------- | -- | -------------- | ------- | ------------ | -------------- | -------------------------- | ----------------- |
| Finalista     | 1. | 24 lutego 2024 | Doha    | Twarda       | Lorenzo Sonego | Jamie Murray Michael Venus | 6:7(0), 6:2, 8–10 |

### Finały juniorskich turniejów wielkoszlemowych

#### Gra pojedyncza (1–1)
| Końcowy wynik | Nr | Data             | Turniej                    | Nawierzchnia | Przeciwnik          | Wynik finału      |
| ------------- | -- | ---------------- | -------------------------- | ------------ | ------------------- | ----------------- |
| Finalista     | 1. | 9 września 2018  | US Open, Nowy Jork         | Twarda       | Thiago Seyboth Wild | 1:6, 6:2, 2:6     |
| Zwycięzca     | 1. | 26 stycznia 2019 | Australian Open, Melbourne | Twarda       | Emilio Nava         | 4:6, 6:2, 7:6(12) |